# Cincinnati Masters 2008
Cincinnati Masters 2008 или в честь спонсора — Western & Southern Financial Group Masters and Women’s Open 2008 — 107-й розыгрыш ежегодного профессионального теннисного турнира среди мужчин и женщин, проводящегося в американском городе Мейсон и являющегося частью тура ATP в рамках серии Мастерс и тура WTA в рамках серии турниров 3-й категории.
В 2008 году турнир прошёл с 6 июля по 17 августа: первая неделя была отдана мужскому призу, а третья — женскому. Соревнование продолжало североамериканскую серию хардовых турниров, подготовительную к сентябрьскому Открытому чемпионату США. Одиночные соревнования среди мужчин также входили в зачёт бонусной US Open Series.
Прошлогодние победители:
- в мужском одиночном разряде —  Роджер Федерер
- в женском одиночном разряде —  Анна Чакветадзе
- в мужском парном разряде —  Энди Рам и  Йонатан Эрлих
- в женском парном разряде —  Бетани Маттек и  Саня Мирза

## US Open Series
К третьей соревновательной неделе борьба за бонусные призовые выглядела следующим образом:
| Поз. | Игрок            | Турниров 1 | Побед | Очков |
| ---- | ---------------- | ---------- | ----- | ----- |
| 1    | Жиль Симон       | 2          | 1     | 115   |
| 2    | Рафаэль Надаль   | 1          | 1     | 100   |
| 3    | Николас Кифер    | 1          |       | 70    |
| 4    | Джеймс Блейк     | 2          |       | 50    |
| 5-6  | Энди Маррей      | 1          |       | 45    |
| 5-6  | Дмитрий Турсунов | 1          |       | 45    |
| 7-10 | Ришар Гаске      | 1          |       | 25    |
| 7-10 | Новак Джокович   | 1          |       | 25    |
| 7-10 | Сэм Куэрри       | 1          |       | 25    |
| 7-10 | Марин Чилич      | 1          |       | 15    |

* — Золотым цветом выделены участники турнира.
1 — Количество турниров серии, в которых данный участник достиг четвертьфинала и выше (ATP Masters 1000) или 1/8 финала и выше (ATP 250 и ATP 500)

## Соревнования

### Мужчины. Одиночный турнир
Энди Маррей обыграл  Новака Джоковича со счётом 7-6(4), 7-6(5).
- Маррей выигрывает свой 3-й титул в сезоне и 6-й за карьеру в основном туре ассоциации.
- Джокович уступил свой 2-й финал в сезоне и 5-й за карьеру в основном туре ассоциации.

### Женщины. Одиночный турнир
Надежда Петрова обыграла  Натали Деши со счётом 6-2, 6-1.
- Петрова выигрывает свой 1-й титул в сезоне и 8-й за карьеру в туре ассоциации.
- Деши уступила свой 1-й финал в сезоне и 4-й за карьеру в туре ассоциации.

### Мужчины. Парный турнир
Боб Брайан /  Майк Брайан обыграли  Энди Рама /  Йонатана Эрлиха со счётом 4-6, 7-6(2), [10-7].
- Боб выигрывает свой 4-й титул в сезоне и 48-й за карьеру в основном туре ассоциации.
- Майк выигрывает свой 4-й титул в сезоне и 50-й за карьеру в основном туре ассоциации.

### Женщины. Парный турнир
Мария Кириленко /  Надежда Петрова обыграли  Ярославу Шведову /  Се Шувэй со счётом 6-3, 4-6, [10-8].
- Кириленко выигрывает свой 2-й титул в сезоне и 5-й за карьеру в туре ассоциации.
- Петрова выигрывает свой 1-й титул в сезоне и 13-й за карьеру в туре ассоциации.